# The Sims 2: Éjszakák
A The Sims 2: Éjszakák (Eredeti nevén: The Sims 2: Nightlife) egy, a Maxis által fejlesztett második kiegészítőlemez a The Sims 2 című élet-szimulációs videójátékhoz. A lemezt az Electronic Arts adta ki 2005. szeptember 13-án. A kiegészítő a The Sims-hez tartozó The Sims: Hot Date alapjaira épül, és ezen alapok felhasználásából készült a The Sims 3: Éjszakák kiegészítő is. Továbbá a kiegészítő sokban hasonlít az első széria House Party kiegészítőjéhez.
A kiegészítő középpontjában az új Belváros település áll, ahol a simek különböző közösségi tevékenységeket (bowling, karaoke, tánc, étteremben vacsorázás) végezhetnek, továbbá a szerelmi kapcsolatokat egy új mini-játékkal lehet izgalmasabbá tenni, a randizással.

## Játékmenet

### Új lehetőségek
Az új játékmenetben számos új opció érhető el. A simeknek mostantól van eszköztáruk. Néhány tárgy (mint a magazinok és a telefon) automatikusan bekerülnek az eszköztárba, míg minden mást automatikusan kell berakni. Az eszköztár lehetővé teszi, hogy a sim megtartsa a fontos tárgyait (karrier-jutalmak, életcél-jutalmak, stb.), amikor költözik. Az eszköztár a jutalmak panel legfelső fülén érhető el, és úgy néz ki mint egy hátizsák. Az eszköztárban lévő tárgyak minősége nem változik míg a sim eszköztárában vannak, például az ételek nem.
A simeknek lehetőségük van étteremben étkezni. Az étterem egy normál közösségi telek. Az étterem működéséhez a telken szükség van egy fogadóemelvényre, egy szakács munkapadjára és legalább egy asztalra, legalább egy székkel. A simeknek csoportot kell alkotniuk ha közösen kívánnak enni, különben a sim egyedül fog asztalhoz ülni. A simeknek a vendéglátó a legközelebbi szabad asztalhoz fogja vezetni. Ezután megjelenik a pincér és a simek megrendelhetik az ételüket. A pincér leadja a rendelést a szakácsnak, majd kihozza az ételt. A simek különböző interakciókat végezhetnek el. Például kajacsatázhatnak, megetethetik egymást egy falattal, tósztot mondhatnak. A simnek ezután a vendéglátónál kell fizetnie, de megpróbálhat fizetés nélkül távozni. Azonban ha a vendéglátó elkapja a szökés közben, a számla mellett büntetést kell fizetnie.
Két új építési lehetőség is megjelent. Az úszómedencéket mostantól átlósan is le lehet helyezni. Habár a létra é az ugródeszka csak a rendes kockákon helyezhető el. Továbbá a játékos beállíthatja a tető dőlésszögét az építés menüben.
A telkek közti utazás ki lett bővítve. Minden telekről be lehet látni az egész szomszédságot, és néhány kattintással máris a kiválasztott telekre mehetnek a simek, anélkül, hogy ki kellene lépni a szomszédság nézetbe és onnan telket választani.

### Új Aspirációk
A kiegészítőben két új aspiráció jelent meg: "Kicsapongás" és "Melegszendvics". A kicsapongás hasonló az előző 5 aspirációhoz és valójában a Románc és a Hírnév aspirációk keveréke. A kicsapongás aspirációval rendelkező simek csakis az élet élvezésére törekednek, és félnek a megszégyenüléstől. A melegszendvics aspiráció az új életcél-jutalom, a CsiriBú CsiriBá Masinéria, „melléterméke”, de a sim létrehozása menüben is elérhető. A „melegszendvicses” simek minden vágya az, hogy mindig melegszendvicset akarnak enni, félelmeik, hogy odaégetik a melegszendvicset. Ezen simeknek új opciójuk van a festőállványon, lefesthetik a melegszendvicset jártasságpontoktól függetlenül.
| Kicsapongás (Éjszakák) - 50 számú álomrandi - 50 számú első randi - Karrierálom: Híres szakács (Gasztronómia) - Karrierálom: Professzionális party-arc (Munkakerülő) - Legyen belőle Játéktervező! (Évszakok) | Melegszendvics (Éjszakák) - Enni 200 sajtos melegszendvicset |

### Nem játszható karakterek(NJK)
A játék számos új karakterrel bővült. Ennek nagyobb része a belvároslakók: véletlenszerűen generált simek, akik folyamatosan a közösségi telkeken tartózkodnak, kisebb-nagyobb számban. Minden NJK neve véletlenszerű (kivéve: Mrs. Crumplebottom), de ha a sim kapcsolatot létesített eggyel, a lakó statikus marad, tehát rögzül a neve a személyisége is.
| Név                                                           | Elérhetőségek                                                        | Opciók |
| ------------------------------------------------------------- | -------------------------------------------------------------------- | --- |
| Javasasszony                                                  | Telefon – Szolgáltatások – Javasasszony; Belváros – Közösségi telkek | A javasasszony vakrandikat szervezhet a simnek, a felajánlott összeg alapján kiválaszthatja a legmegfelelőbb vagy a legrosszabb társat a simnek. Továbbá a sim különböző bájitalokat vehet tőle. Az Éjszakák kiegészítővel csak a Vamprocilin-D és a Szerelmi Bájital #8.5 elérhető. Az első megszünteti a vámpirizmust, az utóbbi a sim romantikus interakcióit erősíti fel.                                                          |
| Éttermi alkalmazottak – Vendéglátó, pincér és éttermi szakács | Közösségi területek – Éttermek                                       | A vendéglátó fogja a simet az asztalához kísérni, és a sim neki is fog fizetni. A pincér felveszi a rendeléseket és kihozza az ételeket. Az éttermi szakács elkészíti a rendeléseket. A sim borravalót adhat és cseveghet a pincérrel és a szakáccsal, a vendéglátóval nem végezhet ilyen interakciókat. |
| DJ                                                            | Közösségi területek – Szórakozóhelyek                                | Ha a közösségi telken egy keverőpult található, a DJ-k fogják kezelni. |
| Mrs. Crumplebottom                                            | Belváros – Közösségi telkek                                          | Ez a szigorú, bolond öreg hölgy, Mrs. Crumplebottom utálja, ha két sim romantikus interakciókat hajt végre a nyilvánosság előtt. Ha valakit rajtakap csókolózáson, flörtölésen vagy akár egy ölelésen, megütögeti őket a retiküljével. Lerombol minden randit a telken, még az álomrandikból is a sim legrosszabb randiját hozza ki. Megleckézteti azon simeket, akik alsóneműben, fürdőruhában vagy meztelenül tartózkodnak a telken. |
| Nagy vámpírok                                                 | Belváros – Közösségi telkek                                          | A vámpírurak és vámpírúrnők a belváros urai. Csak akkor nem harapják meg a simet, ha nagyon jó kapcsolatot ápolnak velük. De ha egyszer a simet megharapta, a vámpírúr/úrnő nagy eséllyel megharapja a többi simet is, akikkel a sim kapcsolatba lép, függetlenül a sim és az érintett simek kapcsolatától. Ezt csak akkor lehet megállítani, ha a sim elhagyja a telket. A vámpírok neve előtt "gróf" és "grófnő" szerepel.           |
| Mr. Big és Díva                                               | Belváros – Közösségi telkek                                          | A leggazdagabb és leghíresebb simek, élvezik a társaságot, de a legtöbb simmel ellenszenvesek. |
| Éhenkórászok, hajléktalanok                                   | Belváros – Közösségi telkek                                          | A legszegényebb simek, néhányuk hajléktalan. Általában piszkos ruhában járkálnak és pénzt vagy ételt kérnek a simektől. |

### Düh
A düh vagy féltékenység egy kapcsolati-fázis. Ha a sim haragszik egy másik simre, a kapcsolat panelen megkaphatja a düh jelzőt, amelyet a bizonyos sim piros arcképe mutat. Ez nagy mértékben gyengíti a viszonyukat, mind a napi és általános mutatót -50 alá süllyesztve. Habár a düh nem elég ahhoz, hogy a simek ellenségek legyenek.
A dühöt számtalan helyet okozhatja:
- Pocsolyadüh – ha egy tisztaságkedvelő sim takarítja föl egy másik sim tócsáit, az első sim megharagszik a második simre
- Versenyek, játékok elvesztése – a goromba simek megharagudhatnak azon simekre akik legyőzik őket valamilyen versenyben, például a videójátékokban, a sakkban, a dartsban.
- Támadások – bizonyos interakciók, mint a verekedés, pofozkodás, tolakodás, sőt a telefonbetyárkodás is dühöt okoz
- Afférok – a félrelépések a simek életében kettős-dühöt okoznak, a sim a társára és a 3. félre is dühös lesz, akivel a társa megcsalta
- Betörések – a sim hosszú időre megharagudhat a betörőre, függetlenül attól, hogy ellopott-e valamit
- Leskelődés – a simre megharagudhat egy másik sim, ha az első, teleszkópon keresztül meglesi a másodikat

### Autók
Összesen 5 modell van az Éjszakákban, különböző árakkal és tulajdonságokkal, mind-mind különböző színekben. A simek energia-, kényelem- és szórakozás-mutatója emelkedik, ha az autót használják. Természetesen a drágább autók jobban növelik ezeket. A valóságtól eltérően, az autóba végtelen számú sim tud beszállni. Például egy nyolctagú család elmehet egy Hunkával, miközben a sportautónak csak két ülése van. A játékos a szomszédság nézetben láthatja az autókat az utakon.

### Új tárgyak
A kiegészítőben több mint 125 tárgy található, ezek közül néhány:
- DJ pult
- Neon lámpák
- Disco gömb
- Bowling pálya
- Póker asztal
- Ötféle autó
- Kocsibejáró és garázskapu
- Éttermi berendezés (fogadópult, főzőpult, bárszékek, asztalok, székek)
- Elektrotánc